# Acacia aurisparsa
Acacia aurisparsa é uma espécie de leguminosa do gênero Acacia, pertencente à família Fabaceae.